# Whitchurch (Hampshire)
Whitchurch is een civil parish in het bestuurlijke gebied Basingstoke and Deane, in het Engelse graafschap Hampshire met 4870 inwoners.

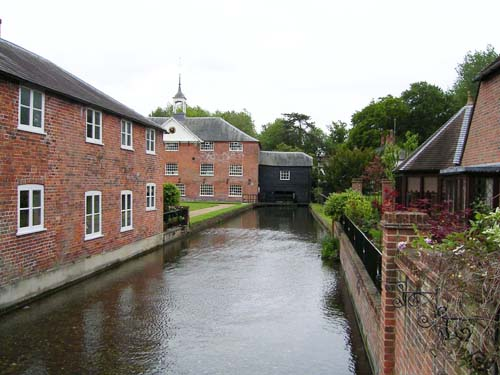
Silk Mill
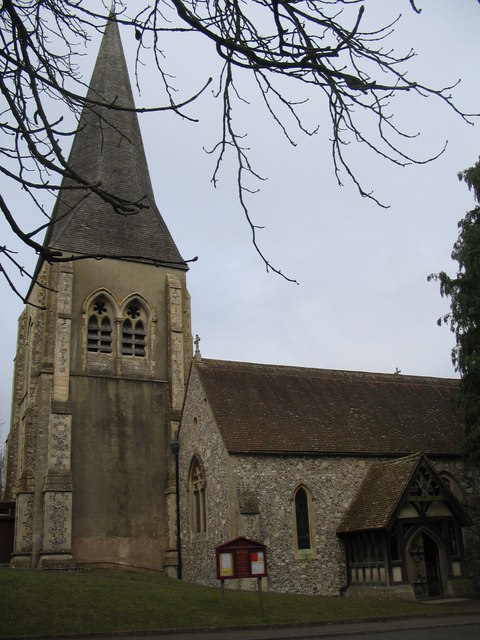
All Hallows